# Ralph Strică-Tot
Wreck-It Ralph este un film de animație din 2012, produs de Walt Disney Feature Animation, Fliind al 52-lea Film Animat de Disney. și lansat inițial de către Walt Disney Pictures. 

## Prezentare
Ralph-Strică-tot/Wreck it Ralph este o comedie inspirată dintr-un joc video al anilor ’80. Ralph a fost întotdeauna în umbra lui Felix-Repară-Tot Jr, personajul principal pozitiv al jocului, care salvează mereu situațiile critice și devine astfel eroul preferat al tuturor. Sătul să fie mereu personaj negativ, Ralph preia controlul asupra situației și pornește într-o călătorie prin mai multe generații de jocuri video pentru a dovedi că merită și el la rândul său să fie un erou.

## Dublajul în limba română
- Cosmin Seleși - Felix[5]